# Polisportiva Fascista Mario Umberto Borzacchini 1941-1942
Questa voce raccoglie le informazioni riguardanti la Polisportiva Fascista Mario Umberto Borzacchini nelle competizioni ufficiali della stagione 1941-1942.

## Rosa
| N. |                   | Ruolo | Calciatore            |
| -- | ----------------- | ----- | --------------------- |
|    | Italia (bandiera) | C     | Ancillotto Ancillotti |
|    | Italia (bandiera) | C     | Edmondo Ansaloni      |
|    | Italia (bandiera) | C     | Corrado Biasotto      |
|    | Italia (bandiera) | P     | Mario Braconi         |
|    | Italia (bandiera) | C     | Nicola Bruscantini    |
|    | Italia (bandiera) | D     | Luigi Caldarulo       |
|    | Italia (bandiera) | A     | Giovanni Calvani      |
|    | Italia (bandiera) | A     | A. Carnevali          |
|    | Italia (bandiera) | A     | Sirio Cattani         |
|    | Italia (bandiera) | A     | Aldo Censi            |
|    | Italia (bandiera) | A     | Oreste Cioni          |
|    | Italia (bandiera) | C     | G. Domestici          |
|    | Italia (bandiera) | A     | Giorgio Dentuti       |
|    | Italia (bandiera) | C     | R. Donti              |
|    | Italia (bandiera) | A     | Luciano Maran         |

| N. |                   | Ruolo | Calciatore          |
| -- | ----------------- | ----- | ------------------- |
|    | Italia (bandiera) | A     | M. Felicioni        |
|    | Italia (bandiera) | A     | Nevio Giangolini    |
|    | Italia (bandiera) | A     | Eleuterio Locci     |
|    | Italia (bandiera) | A     | U. Marchi           |
|    | Italia (bandiera) | C     | Francesco Mazzoleni |
|    | Italia (bandiera) | C     | Franco Moretti      |
|    | Italia (bandiera) | A     | Giuseppe Ostromann  |
|    | Italia (bandiera) | A     | D. Paolini          |
|    | Italia (bandiera) | C     | S. Paolini          |
|    | Italia (bandiera) | D     | Attilio Pauselli    |
|    | Italia (bandiera) | D     | Ivo Pescini         |
|    | Italia (bandiera) | D     | R. Pompei           |
|    | Italia (bandiera) | C     | Raffaele Ressini    |
|    | Italia (bandiera) | P     | Luigi Ukmar         |
|    | Italia (bandiera) | D     | Mario Verga         |